# Coleophora zimmermanni
Coleophora zimmermanni is een vlinder uit de familie van de kokermotten (Coleophoridae). De wetenschappelijke naam van de soort is voor het eerst geldig gepubliceerd in 1937 door Rebel.